# Windhoek-Luxushügel

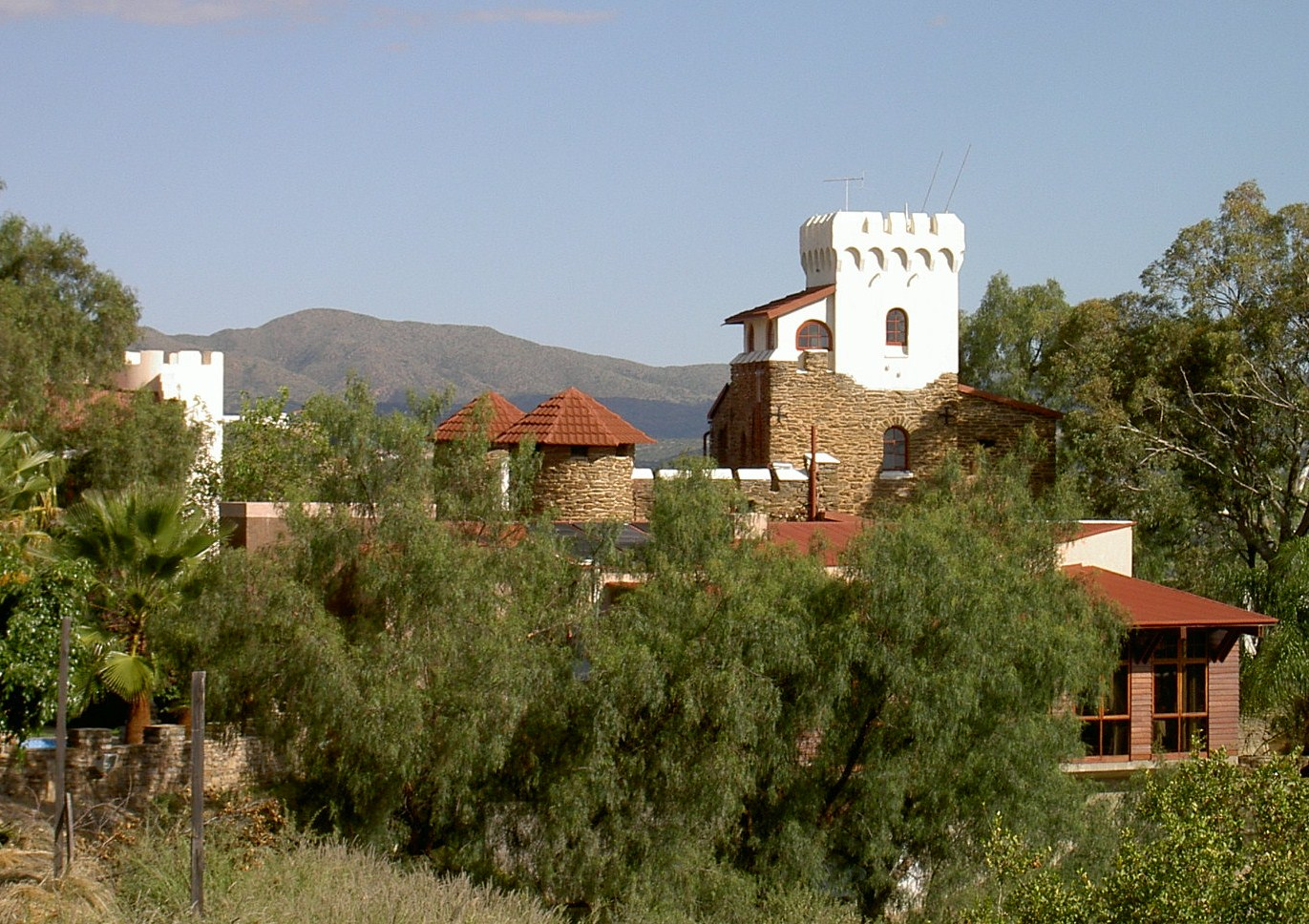
Heinitzburg im Stadtteil

Luxushügel (englisch Luxury Hill) ist ein Stadtteil der namibischen Hauptstadt Windhoek. Er liegt auf einem Hügel im Zentrum der Stadt und grenzt an die Stadtteile Klein Windhoek im Osten und ist ansonsten von Windhoek-Central umgeben.
Der Stadtteil wird von den drei Windhoeker Stadtburgen Heinitzburg, Sanderburg und Schwerinsburg dominiert. Als reines Wohnviertel sind hier große Villen und Einzelhäuser zu finden. Er gilt als einer der teuersten Stadtteile Windhoeks.
Im Südwesten des Stadtteils liegt die Maerua Mall, das größte Einkaufszentrum Namibias.

## Name
Die deutsche Bezeichnung „Luxushügel“ ist weiterhin auf einem Großteil der Vorstadt-Hinweisschilder zu finden und im Sprachgebrauch häufig noch üblich. Die englische Bezeichnung hat sich bisher noch nicht durchgesetzt.